# Melochia simplex
Melochia simplex är en malvaväxtart som beskrevs av A. St.-hil.. Melochia simplex ingår i släktet Melochia och familjen malvaväxter. Inga underarter finns listade i Catalogue of Life.